# 瓦列里·洛巴諾夫斯基迪納摩體育場
瓦列里·洛巴諾夫斯基迪納摩體育場（烏克蘭語：Стадіон «Динамо» імені Валерія Лобановського）是烏克蘭首都基輔的一座多功能體育場，目前是基輔迪納摩足球俱樂部的主場。體育場的名稱來自曾經三次執教基輔迪納摩的瓦列里·瓦西里耶維奇·洛巴諾夫斯基。